# Turkmenistan Airlines
Turkmenhowayollary är Turkmenistans statligt ägda flygbolag. Turkmenhowayollary binder samman Turkmenistan med vissa europeiska städer och destinationer i Oberoende staters samvälde (OSS). Även några destinationer i Sydostasien trafikeras. Basen är Ashgabat International Airport.
Den nuvarande Turkmenhowayollary flottan består mestadels av nyare västerländska kort- till medeldistansplan som numera nästan helt har ersatt den åldrande Tupolevflottan (Tu134/Tu154). På vissa charterdestinationer kan Tu-154 fortfarande användas. Flygbolaget flyger även Boeing 717 på rutter med glesare trafik och regionalt.
Flottan omfattar även Boeing 737-700/800, Boeing 757-200 och Boeing 777-200LR som används som regeringsplan.

## Flygplansflottan i november 2011
- 7 Boeing 717
- 3 Boeing 737-300
- 4 Boeing 737-700
- 2 Boeing 737-800
- 4 Boeing 757-200
- 1 Boeing 767-300ER
- 1 Boeing 777-200LR
- 2 Bombardier Challenger 600